# Cardamine gracilis
Cardamine gracilis là một loài thực vật có hoa trong họ Cải. Loài này được (O.E.Schulz) T.Y.Cheo & R.C.Fang mô tả khoa học đầu tiên năm 1980.